# Правый популизм

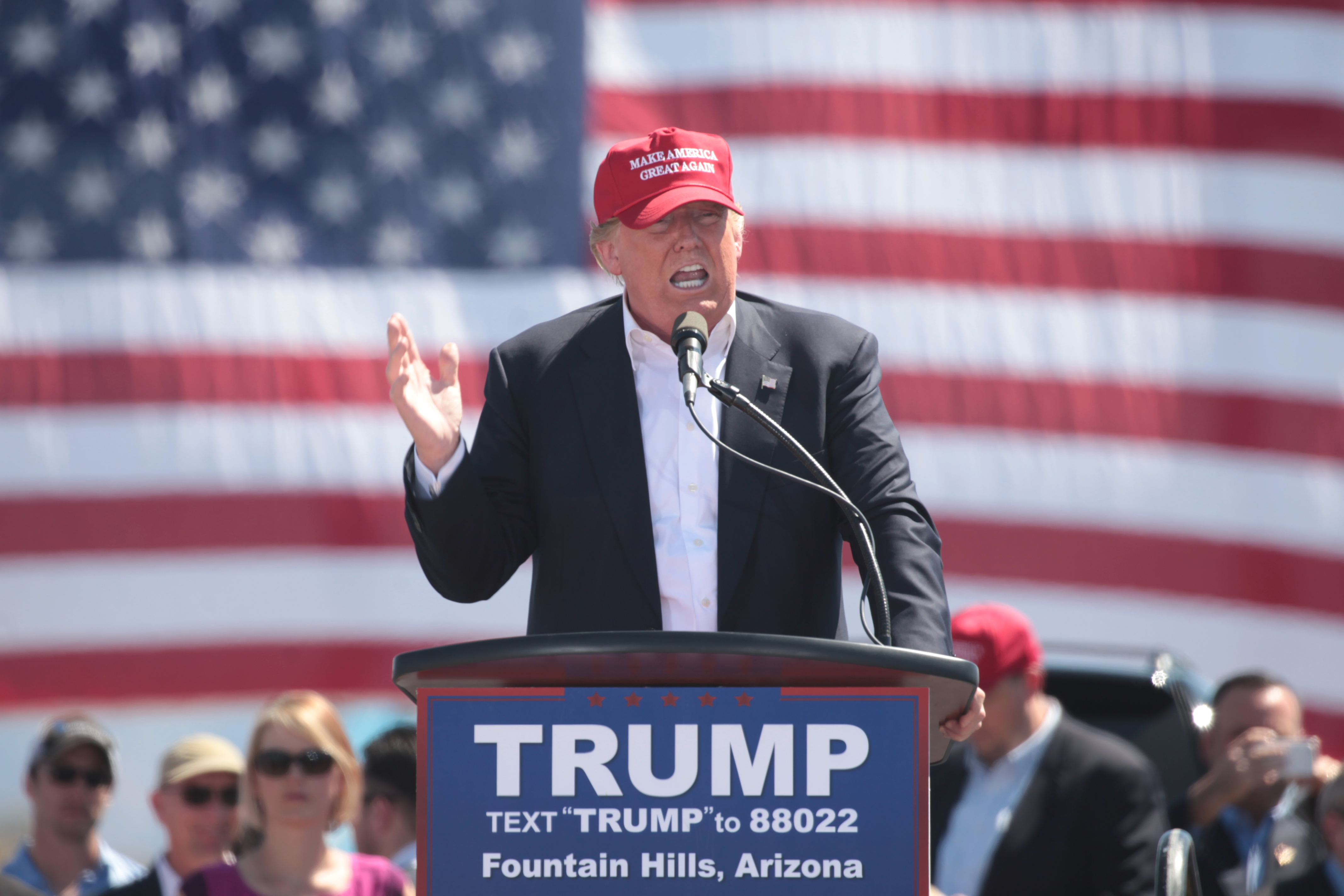
45-й и 47-й президент США Дональд Трамп, американский правый популист

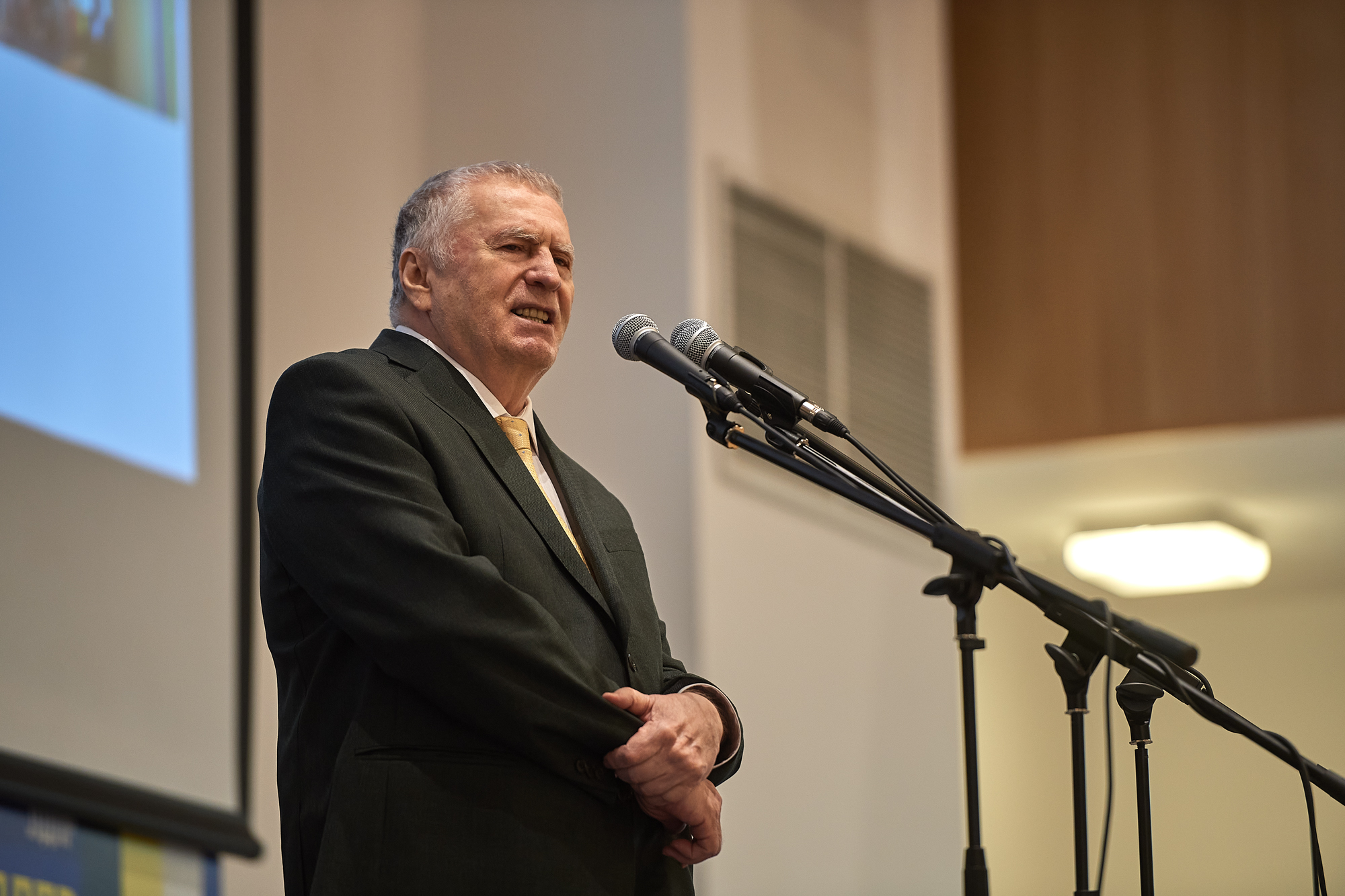
Основатель партии ЛДПР Владимир Жириновский, российский правый популист

Правый популизм, также называемый национал-популизм и правый национализм — вид популизма, политическая стратегия, которая предполагает использование политиком в своей риторике правых идей, наряду с применением популистской модели общения с избирателями.
Первоначально популизм не разделялся на центральный, правый и левый, однако с распространением подобных практик в широком спектре государств и стран в политической науке появилось и соответствующее разделение. Правый популизм имеет ряд особенностей, самыми яркими из которых являются не просто апеллирование к народу в противовес элите, но к «коренному народу» («глубинному народу», «молчаливому большинству»), антимиграционные лозунги, зачастую, приверженность неолиберальной экономической школе, критика элит не только за отрыв от народа, но и за слишком большую долю государства в экономике.

## Основные идеи
Несмотря на то что в различных государствах и странах лозунги правых популистов несколько отличаются, основные идеи, выдвигаемые в рамках этой политической стратегии, имеют общие черты в основных вопросах.
Так, довольно распространённым тезисом правых популистов является призыв к широкому использованию механизмов прямой демократии, выборов, референдумов и плебисцитов. Как отмечают некоторые исследователи, требования широкого введения данных процедур, применения их в том числе в принятии решений по внешней политике, может значительно усилить позиции именно таких лидеров, так как в подобных мероприятиях «эмоциональность» политических решений возрастает.
Одной из центральных тем в риторике правых популистов является миграционный вопрос. События, начавшиеся в 2015 году, связанные с миграционным кризисом в государствах и странах ЕС, стали катализатором усиления правых популистов. Тезисы политиков данного толка объединены идеями провала политики мультикультурализма, необходимости ограничения потока беженцев и представителей исламского мира, а также установления доминирующей культуры, которая бы, заставляя адаптироваться мигрантов под себя, решала бы вопрос образования мигрантских гетто внутри государств и стран. Кроме того, правые популисты выступают за австралийскую модель миграционной политики, в рамках которой приоритетное право въезда в государство и страну принадлежало бы специалистам с высокой квалификацией, то есть людям, чьё проживание в государстве и стране было бы оправдано приносимой пользой и выгодностью. Кроме того, антимиграционная риторика правых популистов также связана с применением ими одного из главных популистских приёмов — выстраивания оппозиции «мы — они». В данном случае такой приём применяется не только благодаря выстраиванию оппозиции между элитой и народом, когда именно последний признаётся истинным сувереном, а первые — узурпаторами, но и в «по горизонтали», когда коренное население противопоставляется мигрантам, а также исповедующим ислам.
В отношении экономических реформ выделяются два основных направления правопопулистской риторики. В одних странах она носит социально-демократический характер, высказываются призывы к возвращению к социальному государству (например, во Франции). В ряде других стран в отношении экономики правые популисты занимают неолиберальную позицию. Они, в рамках парадигмы оппозиции «народ — элита», говорят о том, что у властей в руках сконцентрировано слишком много средств и рычагов влияния на экономику, что доля государства в ней слишком велика. Кроме того, в отдельных странах подвергается критике прогрессивная шкала налогообложения, а также такие налоги, как, например, налог на наследство.

## Особенности стратегии
Ряд учёных указывает на то, что правые популисты в своих выступлениях придерживаются определённой стратегии поведения, также выделяющей их на общем фоне. Зачастую такие политики используют крайне простой язык (что в разной степени свойственно всем популистам), чтобы подчеркнуть, что они представляют «глас народа», выражают его интересы в противовес элитам.
Кроме того, характерной чертой является крайняя категоричность суждений. Чтобы поддерживать оппозицию «мы — они», в выступлениях используются однозначные категоричные суждения, деление людей или событий на «хорошие» и «плохие», «моральные» и «аморальные» и т. д. Помимо очевидной нацеленности такой стратегии на поддержание антагонизма в обществе, данная практика также повышает эмоциональность политики, апеллирует скорее к сиюминутным реакциям публики, что может обеспечить поддержку популисту.
Благодаря своему вызывающему поведению, часто подчёркнуто неуважительному в отношении норм для населения, правил поведения на публичных выступлениях, такие популисты пользуются усиленным вниманием СМИ, так как обеспечивают их громкими заголовками.

## Правый популизм в мире
Партии, которые исследователи, хотя зачастую и с некоторыми оговорками, относят в разряд правопопулистских, существуют сегодня во многих странах как Западной, так и Восточной Европы, Скандинавии, в США. В их риторике есть много общих моментов, однако существуют и различия, как в политической программе, так и в предпосылках формирования и электоральной поддержке.

### Западная Европа
В государствах и странах Западной Европы партии, использующие стратегию правого популизма, занимают далеко не маргинальное положение, а в таких государствах и странах как Франция, Австрия или Германия даже получали немалое количество мест в парламенте.
В Австрии яркой правопопулистской партией является Австрийская Партия Свободы (АПС). Данная партия сформировалась ещё в 1950-х годах и первоначально в своей идеологии многое почерпнула из национал-социалистической риторики. Исследователи отмечают, что одной из причин образования довольно радикальной на первоначальном этапе АПС было связано с потерей австрийцами своей национальной идентичности после Второй мировой войны, когда они считались жертвами нацистского режима. Данная партия же, напротив, возвращала главенствующую роль германской культуры. Однако в дальнейшем партия меняла свой идеологический уклон: чтобы завоевать статус мощной политической силы, она к 1980-м годам начала сотрудничать с австрийскими социал-демократами, что привело к серьёзным противоречиям внутри партии. Однако уже в 1986 году, когда новым лидером АПС стал Й. Хайдер, риторика партии вновь сместилась «вправо». Основной электоральной базой для АПС долгое время оставались молодые мужчины-представители рабочего класса, часто не состоявшие ни в каких политических организациях, например, профсоюзах. Кроме того, к причинам череды успехов партии можно отнести также широкое недовольство неэффективностью политики предшествовавших правительственных элит, а также отсутствием реальной политической дискуссии, обсуждения действительно насущных проблем.
Другой яркой правопопулистской партией Западной Европы является германская «Альтернатива для Германии», созданная в 2013 году. Её составляют как представители интеллигенции, вышедшие из Христианско-демократической партии, так и более радикальные члены. Первоначально главной чертой данной партии была ярковыраженная антииммиграционная риторика. Партия быстро набрала популярность, и уже в 2017 году заняла третье по численности место в парламенте. Однако внутри АдГ, из-за её первоначальной связи с националистическими и радикальными элементами, существовало разделение на более либеральных членов, выступавших против такой коалиции, и на более радикальных, которое объяснялось и тем, что состав партии изначально не был однородным. Помимо антиммиграционной повестки, условно причислить её к популистским партиям правой части политического спектра позволяют и произносившиеся её членами тезисы в защиту неравенства в доходах, выделение внутри самого народа привилегированной части, выстраивание дихотомии «мы — они» по этническому признаку. В отличие от Австрийской Партии Свободы, АдГ опирается не только на бедняков. За неё голосуют в том числе представители среднего класса, особенно в восточной части Германии, недовольные отсутствием реальной дискуссии в кругах политических элит, нерешённостью острых проблем, в том числе миграционной.
Во Франции самой крупной партией, представляющей правопопулистские взгляды, является Национальный фронт, основанный в 70-х гг. прошлого столетия. Ряд историков отмечают, что во Франции движения правого популизма до последних десятилетий имели волнообразный характер и были связаны с нарастанием в стране кризисных явлений, главным образом в трёх сферах: политической, социально-экономической и национальной. Однако Национальный фронт представляет собой гораздо более устойчивую структуру, которая пользуется немалой популярностью. Рост популярности правых популистов во Франции начался в последней четверти XX века, когда левые и правые в правительстве вступили в коалицию и фактически перешли на центристские позиции. Таким образом, в большинстве европейских стран одной из общих причин всплеска правого популизма является кризис в области представления интересов различных групп в верховных органах власти. Кроме того, важнейшей причиной популярности Национального фронта, который некоторые исследователи причисляют к партиям неонационалистического толка, стала интеграция Франции в единое европейское пространство. Это, с одной стороны, привело к увеличению количества мигрантов в стране, а с другой, предопределило развитие кризиса национальной идентичности. Национальный фронт пользуется весьма широкой поддержкой ещё и потому, что выросло целое поколение людей, родившихся в 1980-х годах, которые росли в условиях неуклонно растущей популярности НФ. Это позволило партии приобрести своих сторонников в самых разных слоях населения. Однако большую популярность она имеет сегодня среди мелких предпринимателей и наёмных работников, причём в основном имеющих дипломы о профессиональном образовании или не имеющих их вовсе. Кроме того, партию больше поддерживают мужчины, чем женщины, а треть всего электората партии Марин ле Пен не исповедуют никакую религию.